# Rüdiger Suchsland
Rüdiger Suchsland (1968) è un giornalista tedesco.
Si occupa di film e critica cinematografica.

## Filmografia
- München – Geheimnisse einer Stadt (come attore) (2000)